# Charianthus purpureus
Charianthus purpureus är en tvåhjärtbladig växtart som beskrevs av David Don. Charianthus purpureus ingår i släktet Charianthus och familjen Melastomataceae. Inga underarter finns listade i Catalogue of Life.